# Мариков, Иван Ефимович

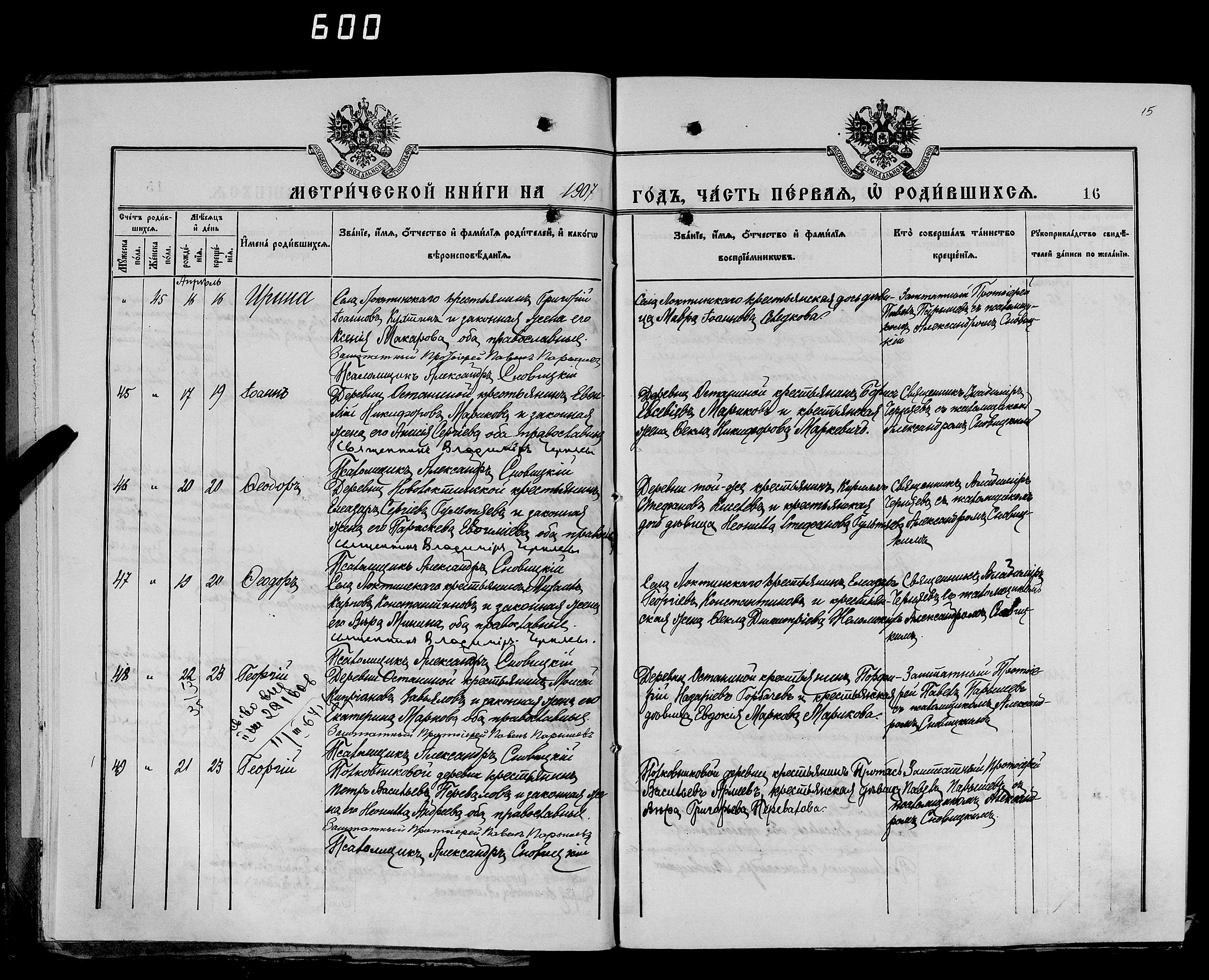
выписка из МК Локти 1907 год

Иван Ефимович Мариков (1907-1943) — Гвардии младший лейтенант Рабоче-крестьянской Красной Армии, участник Великой Отечественной войны, Герой Советского Союза (1944).

## Биография
Иван Мариков родился 17 апреля 1907 года в деревне Останино (ныне — Бердюжский район Тюменской области). После окончания пяти классов школы работал сначала в сельском хозяйстве, затем был киномехаником, монтажником электросетей. В 1941 году Мариков был призван на службу в Рабоче-крестьянскую Красную Армию. С ноября того же года — на фронтах Великой Отечественной войны.
К октябрю 1943 года гвардии младший лейтенант Иван Мариков командовал танком 305-го танкового батальона 53-й гвардейской танковой бригады 6-го гвардейского танкового корпуса 3-й гвардейской танковой армии Воронежского фронта. Отличился во время битвы за Днепр. Экипаж Марикова в числе первых переправился на Букринский плацдарм. В бою у села Иваньков Каневского района Черкасской области Украинской ССР во главе группы танков Мариков перерезал противнику пути к отступлению, благодаря чему остальные части смогли продвинуться вперёд. В бою у села Григоровка того же района 13 октября 1943 года Мариков уничтожил 3 орудия, 3 пулемёта и около 50 солдат и офицеров противника, но и сам погиб. Похоронен в Григоровке.
Указом Президиума Верховного Совета СССР от 3 июня 1944 года за «мужество, отвагу и героизм, проявленные в борьбе с немецкими захватчиками» гвардии младший лейтенант Иван Мариков посмертно был удостоен высокого звания Героя Советского Союза. Также посмертно был награждён орденом Ленина.